# فرانسوا خاویر فومو تاموزو
فرانسوا خاویر فومو تاموزو (انگلیسی: François-Xavier Fumu Tamuzo؛ زادهٔ ۳ آوریل ۱۹۹۵) بازیکن فوتبال اهل فرانسه است.
از باشگاه‌هایی که در آن بازی کرده‌است می‌توان به باشگاه فوتبال اوسر اشاره کرد.
وی همچنین در تیم ملی فوتبال زیر ۲۰ سال فرانسه بازی کرده‌است.